# Фіфілята
Фіфіля́та (рос. Фифилята) — присілок у складі Афанасьєвського району Кіровської області, Росія. Входить до складу Гордінського сільського поселення.
Населення становить 17 осіб (2010, 17 у 2002).
Національний склад станом на 2002 рік — росіяни 100 %.